# 加藤祥太
加藤 祥太（かとう しょうた、1997年3月8日 - ）は、中央競馬（JRA）・栗東トレーニングセンターの騎手。大阪府出身。

## 来歴
小学校6年生の頃に兄とその友人がやっていたゲームをきっかけとして競馬に興味を持ち、父に頼んで阪神競馬場へ連れて行ってもらったことで騎手への関心を高めた。その後、乗馬クラブクレインから阪神競馬場の乗馬クラブへ通った。
2012年に競馬学校騎手課程に入学（第31期）。2015年3月に栗東・庄野靖志厩舎から騎手デビュー。3月14日阪神3R（3歳未勝利）で自厩舎のグランシュクレに騎乗して1着となり、JRA初勝利を挙げた。同日の中京2Rで鮫島克駿が一足早く初勝利を挙げており、僅差で同期一番乗りは逃した。デビュー1年目は同期の中で39勝の鮫島に次ぐ30勝を記録。鮫島に騎乗停止があったため、中央競馬関西放送記者クラブ賞を繰り上がりで受賞した。
2年目の2016年は落馬で1ヶ月半の離脱がありながら1年目を上回る35勝を挙げ、中央競馬騎手年間ホープ賞を受賞。しかし、一層の飛躍を期待された2017年は12勝と勝ち星を約1/3にまで減らした。2018年は17勝で、2年連続で10勝台に留まった。
2017年の朝日杯フューチュリティステークスでイシマツに騎乗し、GI初騎乗（16頭立て16着）。
2019年7月27日、札幌第2競走でイエスサンキューに騎乗し優勝、JRA通算100勝を達成した。

## 騎乗成績

### 概要
|            | 日付           | 競馬場・開催    | 競走名                           | 馬名             | 頭数 | 人気 | 着順 |
| ---------- | -------------- | --------------- | -------------------------------- | ---------------- | ---- | ---- | ---- |
| 初騎乗     | 2015年3月1日   | 1回阪神2日目1R  | 3歳未勝利                        | ラブミーフウジン | 16頭 | 14   | 8着  |
| 初勝利     | 2015年3月14日  | 1回阪神5日目3R  | 3歳未勝利                        | グランシュクレ   | 16頭 | 1    | 1着  |
| 重賞初騎乗 | 2015年6月14日  | 3回阪神4日目11R | マーメイドステークス             | ベリーフィールズ | 16頭 | 16   | 11着 |
| GI初騎乗   | 2017年12月17日 | 5回阪神6日11R   | 朝日杯フューチュリティステークス | イシマツ         | 16頭 | 15   | 16着 |

### 年度別成績
加藤祥太の年度別成績（netkeiba.com）を参照